# Лацио
Лацио (итал. Lazio), раније познат и као Лацијум (лат. Latium), једна од 20 регија Италије. Налази се у њеном средишњем делу. Главни град покрајине је Рим, главни град Италије, а познати градови су и Латина, Витербо, Тиволи.
Лацио је познат као „срце Италије“ заједно са главним градом покрајине, али и целе Италије. Такође, област древног Лацијума, која се приближно поклапа са данашњом покрајином, била је средиште староримске државе и матично подручје латинског језика.

## Порекло назива
Назив „Лацио“ или „Лацијум“ изведен је од имена древног племена Латина, оснивача града Рима и зачетника староримске државе. Они су, опет, по предању добили име по древном владару Латинусу. Постоје претпоставке да је име изведено од речи „латус“ (лат. latus), што значи „широко“ и везује се за ширину мочварног подручја на ушћу Тибра. На крају, у неким изворима стоји и да је овај назив знатно старији и везан за језике и народе преиндоеврпског порекла.

## Положај
Лацио је средишња покрајина Италије, са изласком на Тиренско море на југозападу и југу. Такође, Лацио има државну границу са маленим Ватиканом на простору града Рима, кога окружује са свих стана. Са осталих страна налазе се друге италијанске покрајине:
- северозапад - Тоскана
- север - Умбрија
- североисток - Марке
- исток - Абруцо и Молизе
- југоисток - Кампанија

## Природне одлике
Површина покрајине је 17.208 km² и по овоме је Лацио једна од средње пространих италијанских покрајина.

### Рељеф
У оквиру Лација разликује се неколико природних целина. Источни део обухвата 26% површине покрајине и чине га средишњи Апенини, који у потпуности затварају покрајину са истока. Њихови највиши врхови досежу и преко 2.000 м надморске висине (Врх Горцано 2.458 м н. в.). У средишњем делу налази се пространо побрђе (54% покрајине), познато по виноградарству и воћарству. Ова целина покрајине, додатно прошарана бројним мањим старим насељима и усамљеним велепоседима, поседује изузетну лепоту. Западна целина је равничарска, Понтинска равница. Она обухвата приобалну равницу и доњи, равничарски део долине реке Тибар, некада мочваран. Мада најмања (20% површине) она обухвата најактивнији део покрајине, привредно развијен и густо насељен. Ту је смештен и град Рим.

### Клима
Клима у већем делу Лација је средоземна клима, да би у планинским крајевима добила оштрије, планинске црте.

### Воде
Лацио је приморска покрајина са изласком на источну обалу Тиренског мора на свом западу и југозападу. У овом мору смештен је и омањи Понтински архипелаг, саставни део покрајине. Од речног система најзначајнији је Тибар, који се готово може поистоветити са подручјем Лација, јер протиче кроз његове најважније делове. Друге значајне реке су Лири и Сако, притоке Тибра. У северној половини покрајине налазе се и три значајна језера: Болсена, Вичо, Бракијано. Некадашње мочваре око ушћа Тибра исушене су током прошлог века.

### Биљни и животињски свет
Лацио је познат по својим брдовито-брежуљкастим пределима, који су украшени боровима чемпресима, дрвећем маслине и многим виноградима. Посебно је сликовит северни део покрајине, са сличним пејзажом као у оближњој Тоскани, који је постао углед за стварање појма „културни пејзаж“.

## Управна подела
Лацио је подељен у 5 округа, одн. провинција са истоименим градовима као управним средиштима:
- Витербо
- Латина
- Ријети
- Рим
- Фрозиноне

## Историја

### Праисторија и антика
Област Лација била је насељена већ у доба праисторије. Северни део су насељавали Етрурци, а јужни Латини. По предању оснивањем града Рима 753. п. н. е. почиње историјски развој ових крајева. Током времена староримске државе историја тадашњег Лацијума уско је везана за њено главно средиште, град Рим. Важан податак је да је у доба владавине Октавијана Августа Лацијум постао римска провинција. Крајем римске ере Рим је постао и седиште важном епископа, касније названог Папом, што ће бити изузетно значајно за историју Лација у следећим вековима.

### Средњи век
Након пада Западног римског царства област Лацијума је заједно са осталим италијанским провинцијама пала под власт Острогота. Ускоро је њихова власт била угрожена надирањем Лангобарда са севера, што је довело до сукоба и слабљења остроготске власти. Ово је искористио епископ града Рима, касније названог Папом. Његова врховна власт одржала се облашћу Лација и суседним италијанским областима више векова све до Авињонског ропства у 14. веку. После повратка Папе у Рим поново је успостављена Папска држава са средиштем у Лацију, али она више није имала моћ као некада.

### Савремено доба
Померање трговачких путева на Атлантик доводи постепено до слабљења целог италијанског простора. Међутим, Папска држава се одржала и поред спољних притисака. Она постепено потпада под снажан утицај Француске, да би током Наполеонових ратова Папска држава са Лацијумом постала део Римске републике, а потом била под снажним утицајем Хабзбуршке монархије. 1870. г. дошло је до припајања ове области новооснованој Италији. Одмах је основана покрајина Лацио, а Рим је постао главни град државе и то је до данас. Нова владавина је покрајини донела привредни процват, првенствено граду Риму и његовој околини. Као средиште државе он се брзо развијао и око себе сакупљао велике ресурсе. 1929. г. сасвим мали део покрајине у граду Риму је одвојен и од тога је образована папска држава, Ватикан. Последњих деценија нагли успон Рима и Лација је донекле успорен у циљу што равномернијег развоја државе.

## Становништво
Данас Лацио има преко 5,5 милиона становника и то је једна од најнасељенијих покрајина Италије. То је чак 3 пута више становника него пре једног века, односно за 15% више него пре 25 година. По овоме се може рећи да је раст становништва био знатно бржи него у другим деловима државе, а разлог овоме је нагли раст града Рима, посебно у првој половини 20. века.
Густина насељености је око 320 ст./km², што је осетно више од државног просека (200 ст./km²). Међутим, део покрајине око града Рима је изузетно густо насељен - преко 750 ст./km². Равничарски и приобални део покрајине је такође густо насељен, густине насељености сличне покрајинском просеку. Овај део је и развијенији и окренут индустрији и туризму. Апенинско подручје на истоку или област побрђа на северу, као усмерени махом на пољопривреду, су слабо насељени (<100 ст./km²).

### Етничка слика
У покрајини доминира италијанско становништво. Утицај наглог развоја покрајине у последњем веку види се и у приметном уделу новоусељеног становништва (5,2%), махом усељеника са свих страна света, насељених у Риму и околини. Не треба занемарити ни повећи број новог, богатог становништва насталог од некадашњих туриста, махом Британаца и Американаца.

## Привреда
Традиционалне привредне гране у већини делова покрајине су углавном индустрија и пољопривреда. Пољопривреда се углавном темељи на узгајању винове лозе и производњи маслиновог уља. У равничарским крајевима гаји се жито и агруми.
Индустрија је махом развијена око Рима и разноврсна је.
Међутим, највећи део становништва (73%) упошљен је у терцијарном и квартарном сектору. Оба сектора су везна за град Рим, као престоницу државе и важно туристичко одредиште - туризам и угоститељство, трговина, банкарство, државна управа, јавне, културне, образовне установе. Туризам је изузетно битна развојна грана покрајине. Развијене су све врсте туризма, од којих се највише истиче културолошки и ходочаснички туризам, везан за очувано градитељско, верско и уметничко наслеђе града Рима.

## Кухиња
Један од најпознатијих облика хране у Лацију је тестенина. Јела која су први пут потврђена унутар граница региона укључују:
- Spaghetti alla carbonara
- Bucatini all'amatriciana
- Penne all'arrabbiata
- Spaghetti alla Gricia

Гуансијале се користи у неколико сосова. Гуансијале је комад свињског меса добијеног од свињског образа, испреплетеног мршавим венама мишића са компонентом вредне масти, састава другачијег од ларда (леђна маст) и панцете (трбушна маст): конзистенција је тврђа од панцете и поседује карактеристичнији укус. Гуансијале је слана свињска маст, различита од сланине која се дими. То је типичан производ Лација, Умбрије и Абруца. Још један важан састојак је сир Пекорино Романо. 
Поврће је уобичајено, а међу најпопуларнијим су артичоке. Остало популарно поврће су броколи, шпаргле, пасуљ фава, чима ди рапа, зелена салата, бундева, тиквице и цикорија.

### Зачини
У кухињи Лација, зачини се широко користе. Међу најчешће коришћеним су мала мачја мента, која се у Риму назива "Ментућа" (за артичоке и печурке), скуав мента, која се у Риму назива "Мента романа" (за јагњетину и трипице), ловор, рузмарин, жалфија, клека, чили и рендани тартуф.

### Квинто кварто
Иако римска и Лацио кухиња користе јефтине састојке попут поврћа и тестенина, сиромашним људима је био потребан извор протеина. Стога су користили такозвани „Квинто кварто“ (Пета четвртина), остатке животињских лешева који су остали након продаје цењених делова богатима.

Квинто кварто укључује трипице (највреднији део ретикулума, који се назива и "ћуфија", "ломасо" или "лампредото"), бубреге (које је потребно дуго намакати у води са лимуном да би се уклонио мирис урина), срце, јетра, слезина, слаткиши (панкреас, тимус и пљувачне жлезде), мозак, језик, воловски реп, касачи и пајата (црева телета, храњена само мајчиним млеком). Црева се очисте и скину са коже, али химус (маса делимично сварене хране) остаје унутра. Типична јела овог стила су:
- Rigatoni con la pajata
- Trippa alla romana
- Lampredotto сендвич
- Coda alla vaccinara

### Јела од меса
Традиционална јела од меса су Салтимбока (телетина умотана у пршуту из Парме и жалфије и кувана у белом вину, путеру и брашну) и Абачо (печено јагњеће са белим луком, рузмарином, бибером и сецканом пршутом).
- Saltimbocca alla Romana (некувано)
- Abbacchio

## Галерија
Градови покрајине
- Рим
- Латина
- Фрозиноне
- Витербо
- Ријети
- Тиволи
- Анцио
- Марино